# Danmarks runeindskrifter 354
Runinskrift DR 354 är en gravhäll som sitter inmurad i Kvibille kyrka i Kvibille socken, Halland. Eftersom Halland tillhört Danmark så går ristningen under signum DR (Danmarks runeindskrifter), därtill är den försedd med ett nummer enligt Samnordisk runtextdatabas.

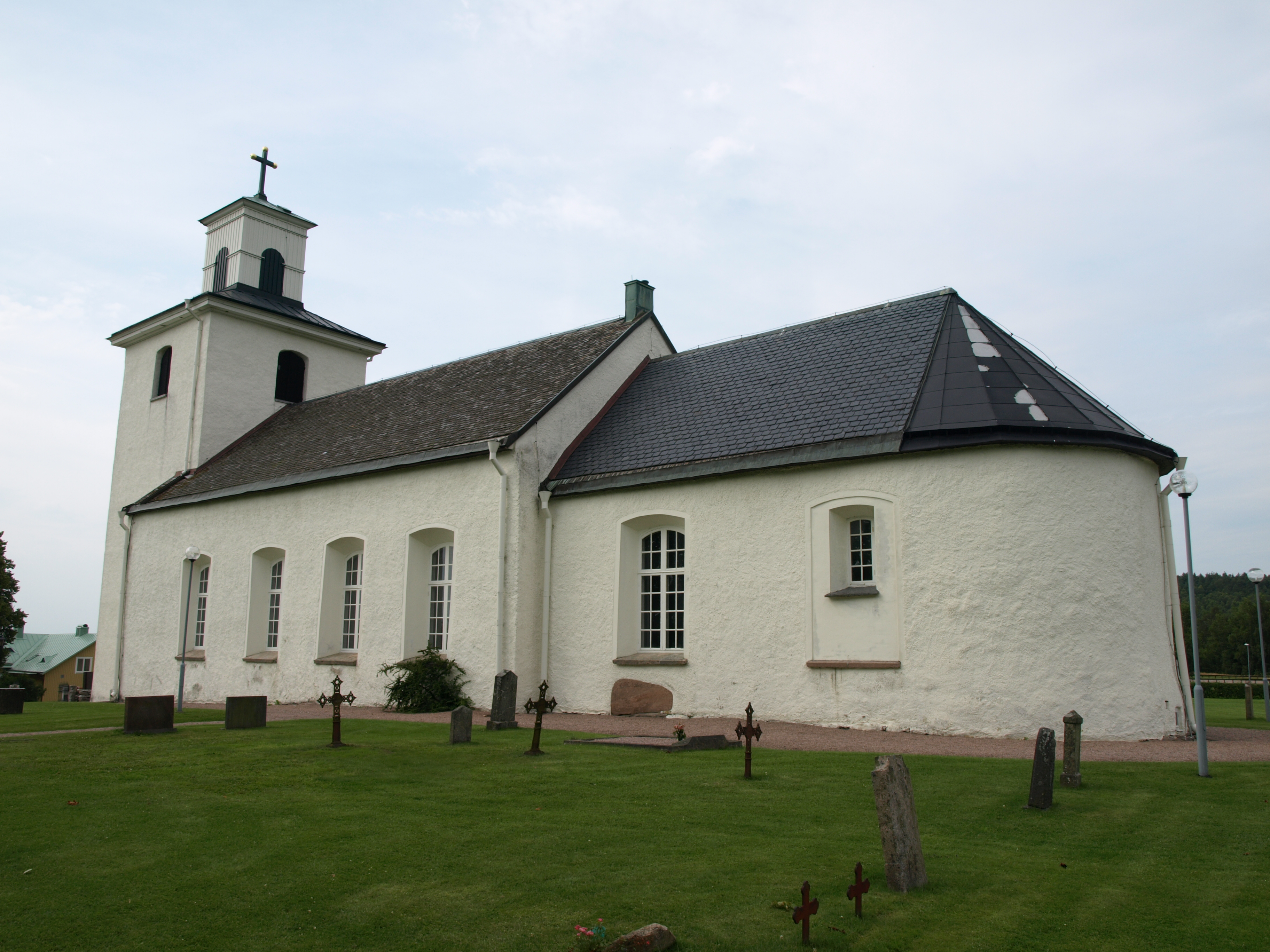
Kvibille kyrka. Under ett av fönstren syns runstenen.

Gravhällen som ursprungligen legat över en död person är från tidig medeltid (1050-1150). Därefter har den blivit inmurad under ett fönster i kyrkans södra yttervägg, förmodligen i ett tidigt skede. Hällen som är av granit liknar en vanlig runsten med ett runband som följer stenens ytterkant. Övrig ornamentik saknas. Den från runor översatta texten följer nedan: 

## Inskriften
Translitterering av runraden:
: efi : auk : þu(r)(g)utr : þeR : lagþu : stin : ifi- : þorlak : kuþ : hialbi : sol : hans :
Normalisering till rundanska:
Efi ok Þorgotr þeR lagþu sten yfi[R] Þorlak. Guþ hialpi sol hans.
Översättning till nusvenska:
Elfi och Thorgautr, de lade stenen över Thorlaker. Må gud hjälpa hans själ.